# Buffalo Gap (Teksas)
Buffalo Gap je gradić u američkoj saveznoj državi Teksas. Prema popisu stanovništva iz 2010. u njemu je živjelo 464 stanovnika.